# Johan Turi
Johannes Olsen Thuri o Johan Olafsson Turi, meglio conosciuto come Johan Turi o, secondo altre ortografie, Johan Tuuri, Johan Thuri o Johan Thuuri (Kautokeino, 12 marzo 1854 – Jukkasjärvi, 30 novembre 1936) è stato uno scrittore norvegese di etnia sami.
Fu autore del primo libro scritto in lingua sami, Muittalus sámiid birra, libro tradotto poi in una decina di lingue.

## Biografia
Nato a Kautokeino, in Norvegia, il 12 marzo 1854, visse in un'epoca (la fine del XIX secolo) in cui i Sami erano ancora un'etnia perseguitata. Turi, che faceva l'allevatore di renne, scrisse Muittalus sámiid birra, un testo sugli usi e i costumi del suo popolo.
Il libro fu pubblicato a Copenaghen nel 1910 in un'edizione bilingue sami e danese, curata da Emilie Demant Hatt (1873-1958), un'etnologa danese che aveva conosciuto Turi durante la sua permanenza in Lapponia tra il 1907 e il 1908.
Opere successive di Turi furono Sámi deavsttat (1920) e  Duoddaris (1931).
È morto il 30 novembre 1936 in Svezia a Jukkasjärvi.

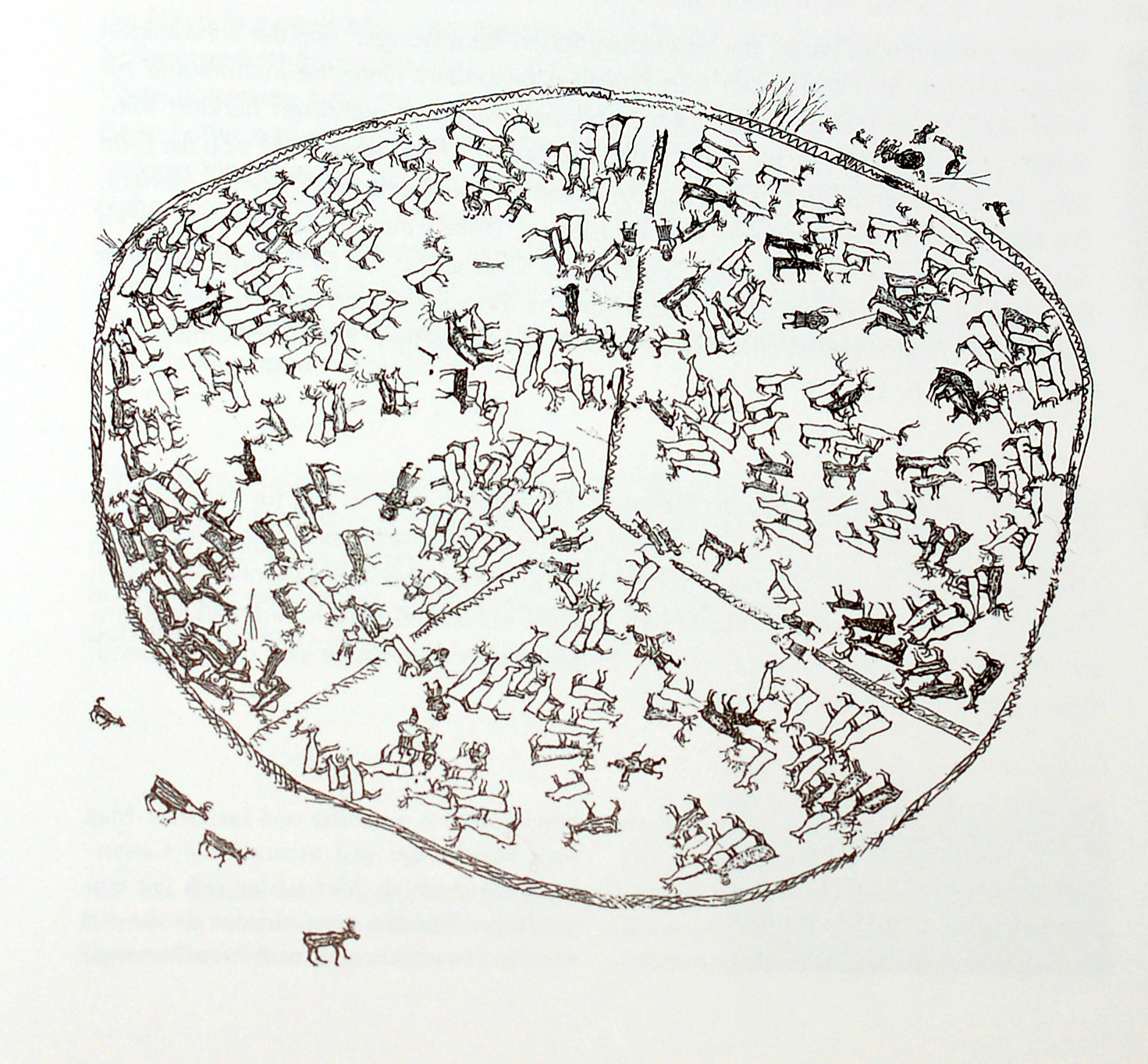
Un disegno fatto dallo stesso Turi nel libro Muittalus sámiid birra.

## Opere
- 1910: Muitalus sámiid birra (edizione in italiano: Vita del lappone, traduzione di Bruno Berni, Adelphi, Milano 1991);
- 1920: Sámi deavsttat;
- 1931: Duoddaris.